# イエスタ・エスピン＝アンデルセン
イエスタ・エスピン＝アンデルセン（デンマーク語：Gøsta Esping-Andersen、1947年 - ）は、デンマーク出身でスペイン在住の社会学者・政治学者である。専門は福祉国家論。

## 来歴
コペンハーゲン大学卒業後、ウィスコンシン大学マディソン校で博士号を取得した。ウェズリアン大学社会学部講師、ハーバード大学社会学部助教授・准教授、欧州大学院准教授・教授、トリノ大学教授を経て、現在、プンペウ・ファブラ大学社会学部教授。

## 福祉レジーム論
福祉国家／福祉レジームの類型として、自由主義（アングロ・サクソン）レジーム、社会民主主義（スカンディナヴィア）レジーム、保守主義（大陸ヨーロッパ）レジームを提示したことで知られる。

## 著書

### 単著
- Politics against Markets: the Social Democratic Road to Power, (Princeton University Press, 1985).
- The Three Worlds of Welfare Capitalism, (Polity Press, 1990).

岡沢憲芙・宮本太郎監訳『福祉資本主義の三つの世界――比較福祉国家の理論と動態』（ミネルヴァ書房, 2001年）
- Social Foundations of Postindustrial Economies, (Oxford University Press, 1999).

渡辺雅男・渡辺景子訳『ポスト工業経済の社会的基礎――市場・福祉国家・家族の政治経済学』（桜井書店, 2000年）
- The incomplete revolution: adapting to women's new roles, Polity, 2009.

『平等と効率の福祉革命――新しい女性の役割』、大沢真理監訳、岩波書店、2011年。

### 共著
- Why We Need a New Welfare State, with Duncan Gallie, A. C. Hemerijck, and John Myles, (Oxford University Press, 2002).

### 編著
- Changing Classes: Stratification and Mobility in Post-industrial Societies, (Sage, 1993).
- Welfare States in Transition: National Adaptations in Global Economies, (Sage, 1996).

埋橋孝文監訳『転換期の福祉国家――グローバル経済下の適応戦略』（早稲田大学出版部, 2003年）

### 共編著
- Stagnation and Renewal in Social Policy: the Rise and Fall of Policy Regimes, co-edited with Martin Rein and Lee Rainwater, (M.E. Sharpe, 1987).
- Why Deregulate Labour Markets?, co-edited with Marino Regini, (Oxford University Press, 2000.

伍賀一道・北明美・白井邦彦・澤田幹・川口章訳『労働市場の規制緩和を検証する――欧州8カ国の現状と課題』（青木書店, 2004年）

### 論文集（日本語版）
- （渡辺雅男・渡辺景子訳）『福祉国家の可能性――改革の戦略と理論的基礎』（桜井書店, 2001年）